# Wessex Sound Studios
Die Wessex Sound Studios waren ein Aufnahmestudio in 106a Highbury New Park, London, England. Viele bekannte Künstler der Popmusik haben dort Aufnahmen produziert, unter anderem die Sex Pistols, King Crimson, The Clash, Theatre of Hate, XTC,  Queen, Talk Talk, die Rolling Stones, Pete Townshend, Team Dokus, Bob Geldof und The Damned. 2003 wurde das Anwesen an eine Wohnungsbaugesellschaft verkauft.

## Geschichte
Das Gebäude, in dem später die Wessex Studios entstanden, wurde 1881 als Gemeindesaal der St. Augustine’s Church erbaut. Es war im neogotischen Stil gehalten wie andere Gebäude der viktorianischen Ära.
Von 1946 bis 1949 beherbergte der Saal die Company of Youth der Rank-Organisation – besser bekannt als die Rank Charm School. Dort wurden zukünftige Stars des britischen Films wie Diana Dors, Christopher Lee, Barbara und Pete Murray unterrichtet. Rank hatte ein Filmstudio im ehemaligen Highbury Athenaeum-Gebäude, in dem er billige Filme (B-Movies) drehte. Es wurde 1949 geschlossen.
In den 1960er Jahren baute die Familie Thompson den Kirchensaal in ein Aufnahmestudio um. Weil sich ihr früheres Aufnahmestudio im historischen Königreich Wessex befunden hatte, nannten sie es Wessex Studio. Les Reed, der u. a. mit Barry Mason und den Beatles den Song There’s a Kind of Hush schrieb, erwarb das Gebäude 1965. Chrysalis kaufte 1975 die Studios und George Martins AIR-Studios. Martin wurde Direktor des Unternehmens. Bill Price war einer der Produzenten, die im Studio arbeiteten.
Später kaufte Nigel Frida das Studio und machte es in den 1980er Jahren zu einem Teil der Matrix Recording Studios Group, einem der größten unabhängigen Studiokomplexe in Großbritannien. 2003 wurde das Gebäude von der Neptune Group übernommen und später in eine Wohnanlage mit dem Namen The Recording Studio umgewandelt, die acht Wohnungen und ein Stadthaus umfasst.

## Film
Im Dokumentarfilm In a Silent Way wird auch die Geschichte der Wessex Studios erzählt. Es geht dort um die Aufnahmen zu den Talk Talk-Alben Spirit of Eden und Laughing Stock.